# Huécija
Huécija ist ein südspanisches Dorf an der Alpujarras in der Provinz Almería mit 537 Einwohnern (Stand: 2024). Der Ort erstreckt sich auf einer Fläche von 19 km². Der höchste Punkt befindet sich auf einer Höhe von 410 Metern über dem Meeresspiegel. Die Entfernung nach Almería beträgt etwa 33 Kilometer. Bis zur Küste sind es etwa 25 km.

## Sehenswürdigkeiten
- Augustiner-Kloster (Convento de los agustino): Gegründet 1511. Die Kirche des Klosters stammt aus dem 18. Jahrhundert. Das Kloster ist einer der bedeutendsten Barock-Bauten der Provinz Almería.
- Verkündigungs-Kirche (Iglesia de la Anunciación): Die Pfarrkirche stammt aus dem 16. Jahrhundert.
- Einsiedelei des Kreuzes
- Ruinen des Schlosses von Marchena

## Bevölkerungsentwicklung
| Jahr      | 1991 | 2001 | 2011 | 2021 |
| --------- | ---- | ---- | ---- | ---- |
| Einwohner | 558  | 553  | 523  | 487  |